# Чыонг Тхань Ханг
Чыонг Тхань Ханг (род. 1 мая 1986 в Хошимине) — вьетнамская легкоатлетка, специализируется на беге на средние дистанции. Рекордсменка Вьетнама на дистанциях 800 и 1500 метров.
Чыонг, одна из лучших бегунов на средние дистанции в Азии, была чемпионкой Азии на дистанции 800 м как в помещении, так и на улице. Дважды становилась серебряным призёром на Азиатских играх 2010 года. Добилась большого успеха на Играх Юго-Восточной Азии, где с 2005 по 2009 год пять раз завоевала золотые медали.

## Карьера
Тхань Ханг стала чемпионкой Вьетнама на дистанции 1500 метров в 2004 году, а в следующем году начала представлять свою страну на международном уровне, заняв шестое место на чемпионате Азии по лёгкой атлетике 2005 года. Она выиграла золотую медаль на 1500 м на Играх Юго-Восточной Азии 2005 года, побив рекорд Игр и вьетнамский национальный рекорд. Там же получила бронзовую медаль в беге на 800 метров. Следующим её крупным соревнованием были Азиатские игры 2006 года, где она не прошла в квалификационный раунд в беге на 800 м, но заняла четвёртое место в беге на 1500 м, улучшив национальный рекорд до 4:17,66.
На чемпионате Азии по лёгкой атлетике 2007 года Тхань Ханг выиграла золото на 800 м, была третьей на 1500 м. Успешно выступила на региональных Играх Юго-Восточной Азии 2007 года, где она установила национальные рекорды в беге на 800 и 1500 м: 2:02,39 и 4:11,60 соответственно. В 2008 году не участвовала в крупных соревнованиях, но в конце 2009 года выиграла ряд медалей: две бронзовые медали на Чемпионате Азии по лёгкой атлетике 2009 года, взяла серебро на 800 м и бронзу на 1500 м на Азиатских играх в закрытых помещениях 2009 года, установив национальные рекорды в закрытых помещениях на обеих дистанциях. В следующем месяце она сохранила свои титулы на Играх Юго-Восточной Азии 2009 года, в то время как её соотечественник Нгуен Динь Куонг заработал его для Вьетнама на средней дистанции.
Тхань Ханг начала сезон 2010 года на чемпионате Азии по лёгкой атлетике в помещении в Тегеране и с легкостью стала победительницей на 800 метрах. На Азиатских играх 2010 года её карьера достигла новых высот, когда она с временем 4:09,58 выиграла серебряную медаль в беге на 1500 м, уступив только Марьям Юсуф Джамал, действующей чемпионке мира. Аналогичные улучшения она показала и на 800 м, где её новый национальный рекорд — 2:00,91 — принёс ещё одну серебряную медаль. Она была одной из трёх вьетнамских медалистов в лёгкой атлетике на Азиатских играх 2010 года, другими были Ву Ван Хюен и Ву Тхи Хыонг.
К 25 годам Чыонг Тхань Ханг завоевала 5 золотых медалей Игр Юго-Восточной Азии, а также три золотых медали чемпионатов Азии. Игры Юго-Восточной Азии 2011 года, вероятно, должны были стать некоторой передышкой перед Олимпийскими играми в Лондоне. Тхань Ханг завоевала две золотые медали, как и ожидалось, на дистанциях 800 и 1500 метров, показав время 2:02,65 и 4:15,75 соответственно. С близкими результатами финишировала второй другая вьетнамская спортсменка, До Тхи Тхао — 2: 05,62 и 4:18,94. На недавних чемпионатах Азии она завоевала золотую медаль на 800 м с временем 2:01,41, и серебряную на 1500 м с 4:18,40.